# Drepananthus ridleyi
Drepananthus ridleyi är en kirimojaväxtart som först beskrevs av George King och som fick sitt nu gällande namn av Siddharthan Surveswaran och Richard M.K. Saunders.
Drepananthus ridleyi ingår i släktet Drepananthus och familjen kirimojaväxter. Inga underarter finns listade i Catalogue of Life.